# Ambasada Łotwy w Tbilisi
Ambasada Łotwy w Tbilisi – misja dyplomatyczna Republiki Łotewskiej w Gruzji. Ambasador Łotwy w Tbilisi akredytowany jest również w Republice Armenii. Przy ambasadzie działa ataszat obrony.

## Historia

### Gruzja
Łotwa nawiązała stosunki dyplomatyczne z Gruzją 11 marca 1993. Pierwszego ambasadora w Gruzji Łotwa mianowała w 2004. Do 2006 w Gruzji akredytowany był ambasador Łotwy w Kijowie. W kwietniu 2006 otwarto łotewską placówkę w Tbilisi.

### Armenia
Łotwa uznała niepodległość Armenii 8 stycznia 1992 i nawiązała z nią stosunki dyplomatyczne 22 sierpnia 1992.

### Ambasadorzy
- Andris Vilcāns (2007–2011)
- Elita Gavele (2011–2016)
- Jānis Zlamets (2016–2017)
- Ingrīda Levrence (2018–2022)
- Edīte Medne (2022–[1][2])